# L'Album secret de l'oncle Ernest
L'Album secret de l’oncle Ernest est un jeu vidéo d’aventure et de réflexion conçu par Éric Viennot et développé par Lexis Numérique. Sorti en 1998, c’est le premier opus des Aventures de l’oncle Ernest.

## Synopsis
Le jeu commence par une cinématique où un narrateur enfant raconte l'histoire de son grand-oncle Ernest, un vieil excentrique, marin bricoleur aux centres d'intérêt variés (entomologie, astronomie, etc) ayant beaucoup voyagé et de son "album secret", à la fois album de photos, carnet de voyage, journal et répertoire de ses inventions.
Le jeu proprement dit se déroule dans l'album. Le joueur accède aux différentes pages grâce à des marques-page et chaque page contient des mécanismes et des objets. Plusieurs pages contiennent des emplacements pour des photos dévorées par les cloportes au fil des ans et qu'il s'agit de remplacer. Certaines pages contiennent également des mini-jeux.
Le but du jeu est de trouver le trésor caché par l'Oncle Ernest à l'intérieur de l'album, en réunissant sept statuettes (dont l'apparence est inspirée d'un tiki polynésien) et en les disposant sur la page contenant leurs emplacements.

### Liste des pages de l'album
Les pages dont le nom est indiqué en gras sont celles qui sont accessibles dès le début du jeu. Les autres pages deviennent accessibles quand les énigmes des pages qui les précèdent sont résolues. 
- Tom : la page où le jeu démarre.
- Grenouille : page qui s'ouvre lorsqu'on met deux photos aux emplacements correspondants.
- Cinéma : page représentant une salle de projection et qui permet, au fur et à mesure qu'on en retrouve des pellicules dans les différentes pages de l'album, de visualiser des cinématiques qui donnent plus de détails sur l'histoire de l'oncle Ernest et son album secret.
- Porte secrète : page comportant une porte fermée par un code, qui n'apparaît que quand on met deux photos aux emplacements correspondants.
- Fleurs : page où il faut faire pousser des fleurs pour faire venir un papillon citron. Puis, il faut photographier les fleurs et le papillon, avant d'en poser les photos aux emplacements correspondants.
- Toile d'Araignée : page où il faut mener une mouche à un trou situé à l'autre bout de la page, à travers une toile d'araignée, pour obtenir une des statuettes. Si elle touche un fil, cela a pour effet d'attirer l'araignée qui dévore ainsi l'insecte.
- Quatre Pierres : page où il faut déposer un insecte pour déplacer quatre pierres cachant des cadrants, qu'il faut tourner ensuite vers le nord.
- Laboratoire : sert à analyser les objets et animaux présents dans l'album afin d'en apprendre plus dessus, ainsi qu'à métamorphoser des animaux en d'autres animaux.
- Atelier : il faut y mettre une horloge à la bonne heure pour ouvrir un coffre enfermant un marteau-piqueur.
- Pyramide : page qui mène d'une part vers la page "Désert
- Désert : Page contenant le puzzle d'un papyrus, protégé par un scorpion, qu'il s'agit de compléter pour accéder à la page suivante.
- Sarcophage : Page représentant l'intérieur d'une tombe égyptienne gardée par deux scorpions et contenant une momie.
- Île au trésor : Page contenant la carte d'une île au trésor et un système permettant de visualiser des parties de l'île. Trouver l'emplacement du trésor permet d'accéder à la page suivante.
- Grotte : Page contenant les emplacements pour les sept statuettes magiques de l'Oncle Ernest, qui, une fois rempli, permettent d'accéder à son trésor.
- Base Spatiale : Page contenant un mini-jeu où il s'agit de protéger une fusée en détruisant dix astéroïdes.
- Fusée : Page contenant un puzzle de montage permettant de construire une fusée, et une énigme permettant de lui indiquer sa destination.
- Planète : Page représentant une planète lointaine peuplée de dragons. En restant sur la page, le dragon finit par y apparaître. Il s'agit ensuite de le prendre en photo et de déposer celle-ci à la page "Base Spatiale" pour obtenir une des statuettes.
- Cellier : cache l'entrée de la cave, dont un escargot indique l'emplacement.
- Cave : Mini-jeu consistant à allumer et rallumer une mèche, sans que celle-ci ne s'éteigne, afin de faire sauter un bloc barrant l'accès au souterrain.
- Souterrain : Page contenant le détecteur de métaux ainsi que la souris, qui n'apparaît que si la lumière est éteinte. Une fois la souris photographiée, il faut poser la photo à la page "Cellier" afin d'obtenir une des statuettes.
- Stade : Mène à la page suivante par une grille.
- Piste de Course : Page permettant d'organiser une course entre les différents animaux présents dans l'album afin de déterminer lequel est le plus rapide. Une fois celui-ci trouvé, il faut le prendre en photo et déposer celle-ci sur la page précédente pour faire apparaître une des statuettes.
- Flûte magique : La page contient une flûte de pan sur laquelle il faut cliquer pour en jouer. Reproduire une mélodie correctement permet d'accéder à la page suivante.
- Cloportes héroïques : Mini-jeu où il faut protéger des cloportes de l'impact de cailloux qui les écrasent tandis qu'ils mangent l'emballage d'une des statuettes.
- Balance : Cette page contient une balance permettant de peser les objets du jeu, et aussi d'accéder à la page suivante en atteignant pile le poids indiqué grâce aux différents objets/animaux du jeu.
- Usine : Mini-jeu où il s'agit d'orienter des caisses se déplaçant sur des rails vers la bonne destination, afin d'obtenir une des statuettes.
- Hublot : Cette page contient un arrosoir, ainsi qu'un hublot qui, une fois brisé, permet d'accéder à la mare.
- Mare : Cette page est un mini-jeu représentant une mare où flottent de petits débris, le but étant de la faire traverser à une grenouille pour qu'elle puisse pousser le bouton permettant de vider la mare et retrouver la statuette qui se trouve au fond.
- Carnet de bord : Le carnet de bord est en fait un jeu de pages spéciales ne contenant pas d'énigme et constituant un espace personnel pour le joueur qui peut y disposer les objets pris sur d'autres pages.

## Liste des objets récupérables
| Nom                             | Nombre | Poids (en g) |
| Bijou dragon                    | 1      | 70           |
| Bijou grande ourse              | 1      | 45           |
| Bijou petite ourse              | 1      | 23           |
| Bobine de film                  | 5      | 420          |
| Bouchon de liège                | 1      | 25           |
| Boussole                        | 1      | 100          |
| Clé                             | 1      | 45           |
| Détecteur de métaux             | 1      | 975          |
| Feuille d’érable                | 1      | 3            |
| Feuille de bouleau              | 2      | 2            |
| Feuille de charme               | 1      | 2            |
| Feuille de chêne                | 1      | 2            |
| Feuille de cornus               | 1      | 2            |
| Fossile                         | 1      | 140          |
| Galet                           | 1      | 85           |
| Galet rond                      | 1      | 110          |
| Photo Égypte                    | 1      | 5            |
| Pomme de pin                    | 1      | 50           |
| Statuette                       | 7      | 132          |
| Timbre poste fusée diamant      | 1      | 1            |
| Timbre poste galions            | 1      | 1            |
| Timbre poste papillon           | 1      | 1            |
| Timbre poste poisson            | 1      | 1            |
| Timbre poste poissons Australie | 1      | 1            |

## Liste des animaux récupérables
| Nom             | Nombre   | Poids (en g) | Description |
| Araignée        | 1        | 17           | L’araignée est un arachnide. Elle possède huit pattes articulées et souvent huit yeux qui lui permettent de distinguer la nuit et le jour. Pour capturer ses proies, elle tisse une toile avec des fils de soie qu’elle fabrique elle-même grâce à deux glandes situées sous son ventre. Elle paralyse sa proie en lui injectant un poison puis aspire l’intérieur du corps de sa victime. Les mâles sont plus petits que les femelles et s’ils ne sont pas assez prudents, ils deviennent le repas de madame ! PS : DANS CET ALBUM L’ARAIGNEE RAFFOLE DES MOUCHES COMME DANS LA NATURE. |
| Coccinelle      | 1        | 10           | La coccinelle est un insecte, car elle possède 6 pattes, 2 antennes et 2 paires d’ailes. Les 7 points noirs sur ses ailes rouges n’indiquent pas son âge mais l’espèce à laquelle elle appartient. Elle se nourrit de pucerons, c’est pour cela qu’elle est aimée des jardiniers. Pour se reproduire, elle pond des petits œufs jaunes d’où sortent des larves grises. Si un danger survient, la coccinelle ne bouge plus et fait semblant d’être morte. L’hiver venu, la bête à bon Dieu hiberne souvent dans nos maisons. PS : DANS CET ALBUM LA COCCINELLE EST TRES UTILE POUR POUSSER LES GROSSES PIERRES QUI OBSTRUENT L’ENTREE DU LABORATOIRE. ELLE PEUT EGALEMENT DISTRAIRE LE SCORPION. |
| Dragon          | 1        | 1000000      | Le dragon est un animal imaginaire présent dans les mythologies européenne et orientale. Il possède un corps de reptile et une peau à écailles ainsi que deux grandes ailes, une queue et des griffes. Lorsqu’il est de mauvaise humeur, il crache du feu et enflamme tout sur son passage. Certains hommes disent qu’il est le symbole de la sagesse et de la force. PS : DANS CET ALBUM, LE DRAGON SE CACHE SUR LA PLANETE SITUEE DANS LA CONSTELLATION PORTANT SON NOM. QUAND IL EST JOYEUX IL LUI ARRIVE DE FAIRE DES GALIPETTES. |
| Escargot        | 2        | 20           | L’escargot est un mollusque. Son corps mou s’enroule dans une coquille calcaire qui le protège. Pour se déplacer, il rampe et secrète du mucus afin de glisser sur le sol. Il se nourrit de végétaux qu’il broute grâce à sa langue râpeuse. Cet animal est à la fois mâle et femelle et s’il s’accouple avec un partenaire, il pondra des œufs d’où trois semaines plus tard sortiront de minuscules escargots. PS : DANS CET ALBUM, L’ESCARGOT PEUT-ETRE TRES UTILE POUR TROUVER LE CHEMIN DE LA CAVE. |
| Escargot rapide | 1        | 20           | L’escargot est un mollusque. Son corps mou s’enroule dans une coquille calcaire qui le protège. Pour se déplacer, il rampe et secrète du mucus afin de glisser sur le sol. Il se nourrit de végétaux qu’il broute grâce à sa langue râpeuse. Cet animal est à la fois mâle et femelle et s’il s’accouple avec un partenaire, il pondra des œufs d’où trois semaines plus tard sortiront de minuscules escargots. PS : DANS CET ALBUM CET ESCARGOT S’EST SPECIALEMENT ENTRAINE POUR LA COURSE. IL PEUT-ETRE AUSSI TRES UTILE POUR TROUVER LE CHEMIN DE LA CAVE. |
| Fourmi          | 3        | 1            | La fourmi est un insecte car elle possède 6 pattes, 2 antennes et un corps en trois parties. Elle communique avec ses congénères grâce à ses antennes et à certaines substances chimiques : les phéromones. Cet insecte vit en colonie dans un nid appelé fourmilière où chaque individu doit tenir son rôle. Certaines assurent la défense de la colonie, d’autres la recherche de nourriture, certaines s’occupent de maintenir le nid en bon état et d’autres encore prennent soin des larves. Seule la reine pond des œufs. C’est son unique occupation ! PS : DANS CET ALBUM, LES FOURMIS ONT ELU DOMICILE DANS CERTAINES PAGES.                                                           |
| Grenouille      | 1        | 40           | La grenouille verte est un amphibien car cet animal terrestre pond ses œufs dans l’eau. Dix jours plus tard, sortent de petits têtards qui nagent et respirent grâce à des branchies. Ils deviennent adultes au bout de quinze semaines. La grenouille se nourrit de vers et de petits insectes mais elle doit se méfier des couleuvres et des petits mammifères carnassiers qui sont des prédateurs. PS : DANS CET ALBUM, LA GRENOUILLE EST TRES UTILE POUR VIDER LA MARE ET OBTENIR AINSI LA STATUETTE AUX YEUX BLEUS. ELLE PEUT DISTRAIRE LE SCORPION QUI ATTIRE PAR LA CHAIR FRAICHE SE DETOURNE DE SA MISSION.                                                                             |
| Lucane          | 1        | 15           | Le cerf-volant est l’un des plus gros insectes coléoptères d’Europe. Il possède six pattes, deux antennes, deux paires d’ailes et deux mandibules très développées qu’il utilise lorsqu’il combat. Le mâle est beaucoup plus gros que la femelle. Celle-ci pond ses œufs dans des souches de bois mort. Le cerf-volant se nourrit de sève. Malgré son poids, il aime voler en fin d’après-midi ou le soir. PS : DANS CET ALBUM, LE CERF-VOLANT CONNAIT L’ENDROIT OU EST CACHE LE TRESOR : UNE FOIS POSE SUR LE PLAN DE L’ILE, IL PLACE SA TETE AU DESSUS DU TRESOR. COMME LES AUTRES ANIMAUX, IL PEUT DISTRAIRE LE SCORPION QUI, ATTIRE PAR LA CHAIR FRAICHE, SE DETOURNE DE SA MISSION.        |
| Mouche          | Illimité | 1            | La mouche est un insecte diptère qui n’a qu’une paire d’ailes. Son corps est couvert de poils qui ont un rôle sensitif et ses deux yeux sont très volumineux. Elle se nourrit grâce à une petite trompe avec laquelle elle aspire les aliments liquides. La mouche pont ses œufs sur des substances en décomposition ; douze heures plus tard sortent déjà des petits vers qui se transformeront en adulte en l’espace d’une dizaine de jours ! PS : DANS CET ALBUM, LA MOUCHE PERMET DE DECOUVRIR LA STATUETTE AUX YEUX VERTS SI ON L’AIDE A TROUVER SON CHEMIN A TRAVERS LA TOILE D’ARAIGNEE.                                                                                                 |
| Papillon citron | 1        | 1            | Le citron est un papillon de couleur jaune vif qui est facilement reconnaissable. Cependant, mâle et femelle ne sont pas tout à fait de la même teinte : madame citron, plus discrète que son mari a des ailes beaucoup plus pâles. Ce papillon passe l’hiver à l’abri, il hiberne et ne ressort qu’au printemps. PS : DANS CET ALBUM LE CITRON EST ATTIRE PAR LES FLEURS JAUNES. SA PHOTO EST UTILE POUR TROUVER LA STATUETTE AUX YEUX VERTS. |
| Papillon cuivre | 1        | 1            | Le cuivré est un papillon de petite taille, de couleur roux orangé parsemé de taches noires. Chez ce papillon, le mâle et la femelle sont sensiblement de même teinte. Comme tous les autres papillons, ses œufs après éclosion libèrent des chenilles plutôt voraces. Elles se nourrissent sans cesse afin d’accumuler des forces pour achever leur métamorphose. Elles se transforment ensuite en chrysalide pour donner un papillon adulte. |
| Scorpion        | 3        | 23           | Le scorpion est un arachnide. Il possède huit pattes articulées et deux grosses pinces pour attraper ses proies. Les hommes en ont peur car il a un aiguillon au bout de sa queue qui injecte un venin parfois mortel. Monsieur et Madame scorpion dansent pinces contre pinces pour se séduire et quelques mois plus tard, naîtront de petits scorpions tout blancs qui resteront sur le dos de leur mère. Il survit à des conditions de vie extrêmes et même à la radioactivité ! PS : DANS CET ALBUM, LE SCORPION A ETE DRESSE POUR PROTEGER LA MOMIE. IL EST AGRESSIF ENVERS LES AUTRES ANIMAUX CE QUI LUI JOUE PARFOIS DES TOURS. COMME LES AUTRES ANIMAUX, LE SCORPION A PEUR DU FEU.     |
| Souris          | 1        | 25           | La souris est un petit mammifère rongeur qui possède deux longues incisives qui poussent en continu. Son corps est couvert de poils et se termine par une longue queue. Elle s’accouple dix à quinze fois par an et ses portées vont de cinq à dix petits. Cet animal vit plutôt la nuit et trouve refuge parfois dans nos maisons où malgré sa petite taille elle peut causer de gros dégâts… PS : DANS CET ALBUM, LA SOURIS VIT SOUS LA CAVE CAR ELLE APPRECIE CET ENDROIT OBSCUR. DES QU’ON ALLUME ELLE SE CACHE. DES QU’ON LA POSE, ELLE SE SAUVE. |

## Récompenses
- Prix Möbius des multimédias 1998
- Eurêka d’Or du meilleur CD-ROM de l’année
- Nommé à l’Europrix 1999
- Nommé aux Emma Awards
- Nommé aux Macworld Awards
- Prix des nouveaux médias au festival de Bologne